# إيمي سيزير
إيمي سيزير (Aimé Césaire) هو شاعر وكاتب وسياسي فرنسي من المارتينيك ولد في 26 جوان 1913 بباس بوانت بالمارتنيك توفي في 17 أفريل 2008 بفور دو فرانس بعد صراع طويل مع مرض القلب. يعتبر إيمي سيزير أحد أبرز وجوه تيار «الزنجية» في الشعر الفرنكوفوني ورمزا للحركة المناهضة للاستعمار.
ولد إيمي سيزير في عائلة كبيرة وفقيرة شمال جزيرة المارتينيك. درس في ثانوية «لوي لو غران» في باريس، التي تعتبر من أرقى المدارس الثانوية الفرنسية. التقى هناك بالشاعر والاسياسي السنغالي ليوبولد سيدار سينغور والكاتب عصمان أوسي وأدرك عندها تهميش سكان الجزر الفرنسية والأفارقة، فاستعمل قلمه للدفاع عن المضطهدين والمستعمرين.
في عام 1934، أنشأ إيمي سيزير مع سينغور وعدد من الأصدقاء الأفارقة صحيفة «الطالب الأسود» فظهر للمرة الأولى مصطلح الزنجية (négritude) وكانت حركة الزنجية تهدف إلى تغيير من صورة الرجل الأسود المتواني غير القادر على الأخذ بزمام أموره بنفسه وبناء مستقبله. نجح في اجتياز مناظرة مدرسة الأساتذة العليا أحد أرقى المدارس الفرنسية والتي يدرس فيها إلا نخبة من الطلبة النابغين.

## مؤلفاته
في عام 1935 نشر «مذكرات العودة إلى الوطن الأم» الذي يعد من أهم أعماله الأدبية قبل أن ينضم إلى الحركة السريالية بقيادة أندريه بروتون الذي أشرف على كتاب «الأسلحة العجيبة» لإيمي سيزير. ألف سيزير عددا من المسرحيات مثل «تراجيديا الملك كريستوف» (1963 حول الاستعمار) و«موسم في الكونغو» (1966 حول باتريس لومومبا). وفي الشعر ألف «الأسلحة العجائبية» و«الشمس المقطوعة العنق» كما كتب نثرا ونشرت له عدة كتب أبرزها "خطاب عن الاستعمار" الذي كان صرخة تمرد في وجه الغرب القابع على «أعلى كومة من جثث الإنسانية» و«رسالة إلى موريس توريز» الأمين العام للحزب الشيوعي الفرنسي سابقا.
تزوج سنة 1937 من طالبة مارتنيكية وعاد إلى المارتنيك بعد تحصله على الإجازة في الآداب للتدريس في ثانوية شلوشر.

## المجال السياسي
انضم إيمي سيزير للحزب الشيوعي وأصبح نائبا برلمانيا وعمدة لمدينة فور دو فرانس عام 1945. وبعد اثني عشرة سنة من الخدمة، ترك إيمي سيزير الحزب الشيوعي لينشئ حزبه الخاص باسم حزب التقدم المارتينيكي. وكان من أهم مشاريعه محاربة الاستعمار والعنصرية. وكان من أبرز المطالبين بالحكم الذاتي للمارتينيك وليس باستقلالها كما ساند الحركات الاستقلالية في دول المغرب العربي والهند والهند الصينية. غادر الساحة السياسية في عام 2005 بسبب مشاكل صحية بعد أن شغل منصب عمدة مدينة فور دو فرانس طوال 56 سنة (من 1945 إلى 2001) الحزب التقدمي المارتينيكي الذي بقي رئيسا له حتى العام.
في سنة 2005 رفض ايمي استقبال نيكولا ساركوزي عندما كان وزيرا للداخلية بسبب مشروع قراره الذي يمدح الجانب الإيجابي للاستعمار الفرنسي. قابله سنة 2006 عندما تم سحب مشروع القرار. خلال الانتخابات الرئاسية الفرنسية لسنة 2007 أعلن دعمه لسيغولين رويال.

## وفاته
في التاسع من نيسان/أبريل 2008 نقل ايمي سيزير إلى المستشفى إثر تعرضه لمشاكل في القلب وتم إعلان وفاته في الساعة 05,20 بالتوقيت المحلي (09,20 توقيت غرينتش). أُعلن عن تنظيم جنازة وطنية له سيشارك فيها الرئيس الفرنسي نيكولا ساركوزي الذي اعتبر إيمي «رمز الأمل لكافة الشعوب المضطهدة» عبر نضاله «من أجل الاعتراف بهويته وغنى جذوره الأفريقية» كما أعرب أمين عام الفرنكوفونية السنغالي عبدو ضيوف عن «الحزن الكبير الذي تشعر به العائلة الفرنكوفونية». وحسب طلبه تم رمي رماده في حديقة ماجوريل  بمدينة مراكش المغربية.